# Campillo de Dueñas
Campillo de Dueñas település Spanyolországban, Guadalajara tartományban. Campillo de Dueñas Hombrados, Castellar de la Muela, Molina de Aragón, La Yunta és Odón községekkel határos. Lakosainak száma 74 fő (2024).

## Népesség
A település népessége az utóbbi években az alábbiak szerint változott:
| Lakosok száma | 126  | 111  | 109  | 102  | 96   | 85   | 80   | 78   | 75   | 74   |
|               | 2001 | 2004 | 2006 | 2009 | 2011 | 2014 | 2016 | 2019 | 2021 | 2024 |

## Latnivalók
- Zafra-vár